# Дев'яткіно (станція метро)
60°03′00″ пн. ш. 30°26′31″ сх. д. / 60.05000° пн. ш. 30.44194° сх. д.
«Дев'яткіно» (рос. «Девяткино») — кінцева станція Кіровсько-Виборзької лінії Петербурзького метрополітену. Розташована в селищі Муріно Всеволожського району Ленінградської області. Є єдиною станцією Петербурзького метрополітену, що знаходиться поза межами міста Санкт-Петербург. Біля станції розташоване електродепо ТЧ-4 «Північне».

## Історія
Станція відкрита 29 грудня 1978 року під первинною назвою «Комсомольська», на честь 60-ї річниці ВЛКСМ, в  складі дільниці «Академічна» — «Комсомольська».
1 липня 1992 року перейменована у «Дев'яткіно» відповідно до однойменної назви залізничної станції Приозерського напрямку, через яку прямують електропоїзди з Фінляндського вокзалу.

## Технічна характеристика
Конструкція станції — крита наземна з бічними платформами. Суміщена з платформою приміських електропоїздів.

## Вестибюлі і пересадки
Спочатку станція відкрита з двома наземними вестибюлями, причому один з них працював за особливим розкладом: лише в влітку, проте в середині 1990-х років він був закритий у зв'язку з розмивом. Також раніше працював надземний перехід з однієї платформи на іншу (станом на середину 2010-х років був закритий).
Зі станції є виходи у селище Муріно Всеволожського району Ленінградської області, до залізничної станції Дев'яткіно.
На станції, вперше у Петербурзькому метрополітені, була облаштована кросплатформова пересадка між метро та залізницею. Платформи розділені стінами станції та турнікетами. Вихід у місто з кросплатформового вузла здійснюється через підземні пішохідні переходи.

## Оздоблення
До квітня 2009 року на стінах станції були встановлені великі скляні вітражі. Станом на середину 2010-х років вони замінені на цегляну кладку, вікна залишені лише під стелею. Склепіння перонного залу виконано з армоцементних збірних елементів і підтримується рідко поставленими опорами. Підлога викладена декоративною плиткою світло-жовтого відтінку.
На момент відкриття на станції було люмінесцентне освітлення, згодом замінене на ртутне.

## Колійний розвиток
Станція з колійним розвитком — 4 стрілочних переводи, перехресний з'їзд, дві станційні колії для обороту та відстою рухомого складу, що переходять в двоколійну ССГ з електродепо ТЧ-4 «Північне».
Перегін до електродепо є підземним: після наземної станції колії метро знову спускаються під землю і потім знову, вже в депо, виходять на поверхню.